# Jan Harold Brunvand

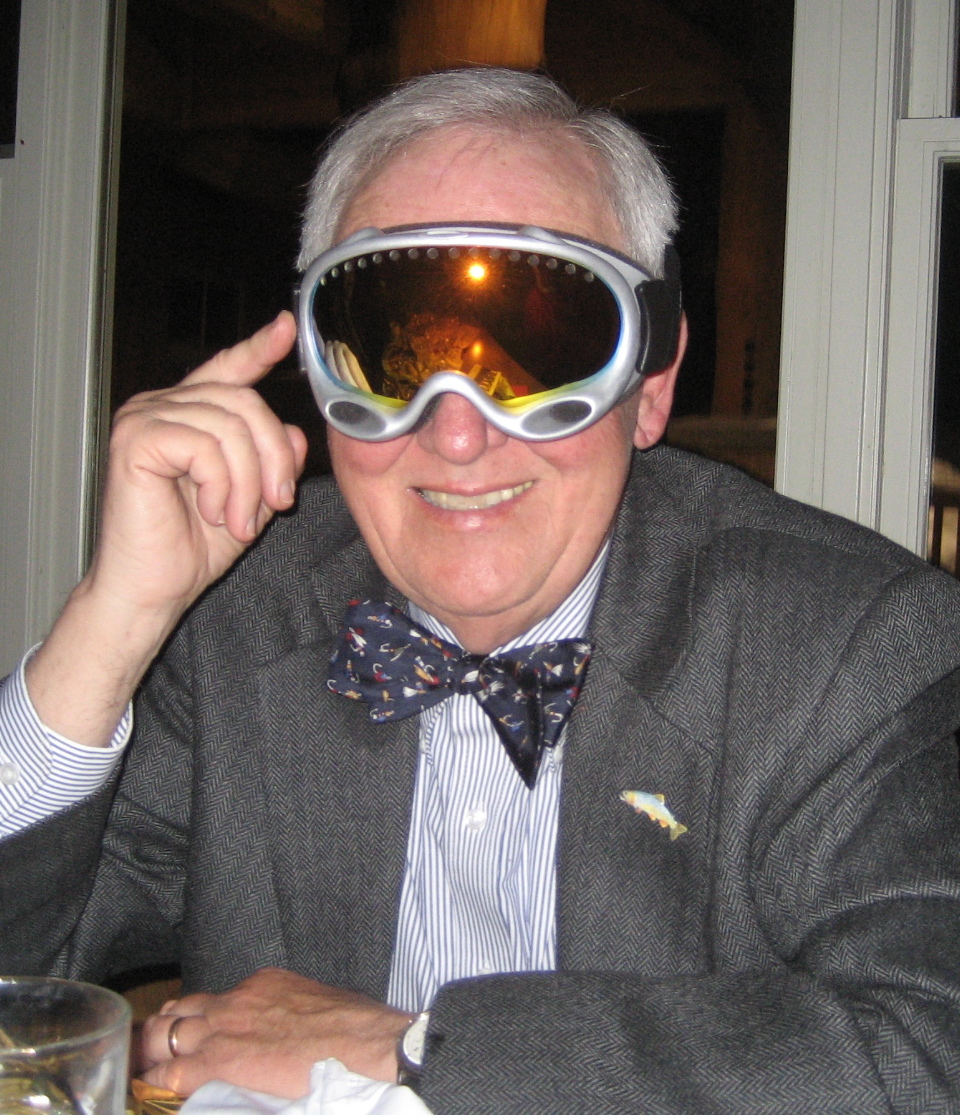
Jan Harold Brunvand an seinem 75. Geburtstag

Jan Harold Brunvand (* 23. März 1933 in Cadillac, Michigan) ist ein emeritierter US-amerikanischer Englischprofessor an der University of Utah in den Vereinigten Staaten, der vor allem für seine Sammlung und Veröffentlichung moderner Legenden oder moderner Folklore bekannt ist. Brunvands Leistung war, dass er Konzepte, die beim Studium traditioneller Volksmärchen entwickelt wurden, erstmals auf Geschichten anwandte, die in der heutigen Welt kursieren.
Brunvand ist der Autor einiger populärer Bücher über moderne Legenden, beginnend 1981 mit The Vanishing Hitchhiker. Er verfasste auch mehrere Lehrbücher und gab American Folklore: An Encyclopedia (1996) heraus. Gemeinsam mit Robert Loren Fleming schrieb er den graphischen Roman The Big Book of Urban Legends.
Brunvand erhielt 1961 einen Ph.D. in Folklore von der Indiana University. Er lehrte an mehreren Universitäten und blieb von 1966 bis zu seiner Emeritierung 1996 an der University of Utah.

## Werke
- The Vanishing Hitchhiker (1981, W. W. Norton & Company)
- The Choking Doberman (1984, W. W. Norton & Company)
- The Mexican Pet (1986, W. W. Norton & Company)
- Curses! Broiled Again! (1989, W. W. Norton & Company)
- The Baby Train (1993, W. W. Norton & Company)
- Too Good to Be True: The Colossal Book of Urban Legends (1999, W. W. Norton & Company)
- The Truth Never Stands in the Way of a Good Story (2000, University of Illinois Press)
- Encyclopedia of Urban Legends (2001, ABC-CLIO)
- Casa Frumoasa: The House Beautiful in Rural Romania (2003, Columbia University Press)